# Reticulocaulis
Reticulocaulis, taksonomski priznati rod crvenih algi (Rhodophyta) iz porodice Naccariaceae, dio reda Bonnemaisoniales. Postoje dvije priznatih vrsta, sve su morske.
Rod je uveden kao monotipičan. Druga vrsta otkrivena je 2003 južno od otoka Sokotra.

## Vrste
1. Reticulocaulis mucosissimus I.A.Abbott - tip
2. Reticulocaulis obpyriformis Schils